# Gustav Seivert
Gustav Seivert (n. 8 iulie 1820, Sibiu, Imperiul Austriac – d. 17 ianuarie 1875, Sibiu, Austro-Ungaria) a fost un istoric sas.

## Scrieri
- Kulturhistorische Novellen aus dem Siebenbürger Sachsenlande, 3 volume, Hermannstadt [Sibiu], 1866-1867.